# Yūki Igari
Yūki Igari (japanisch 猪狩 佑貴 Igari Yūki; * 7. April 1988 in der Präfektur Kanagawa) ist ein japanischer Fußballspieler.

## Karriere
Igari erlernte das Fußballspielen in der Jugendmannschaft von Shonan Bellmare. Seinen ersten Vertrag unterschrieb er 2007 bei Shonan Bellmare. Der Verein spielte in der zweithöchsten Liga des Landes, der J2 League. 2008 wurde er an den Drittligisten Sagawa Printing ausgeliehen. 2009 kehrte er zu Shonan Bellmare zurück. Am Ende der Saison 2009 stieg der Verein in die J1 League auf. Am Ende der Saison 2010 stieg der Verein in die J2 League ab. 2012 wurde er mit dem Verein Vizemeister der J2 League und stieg wieder in die J1 League auf. Für den Verein absolvierte er 27 Ligaspiele. 2014 wechselte er zum Drittligisten Fukushima United FC. Für den Verein absolvierte er sieben Ligaspiele. Ende 2014 beendete er seine Karriere als Fußballspieler.